# Documentado
Documentado (2000) es el cuarto material discográfico de la banda uruguaya Hereford. Es un disco en vivo grabado en el Viejo Jack el día 25 de mayo de 2000. Documentado reúne temas de sus anteriores trabajos, un cover de AC/DC (Live Wire), y dos temas inéditos: "Bienvenida al show" y "Turbulencia". Este también tiene la particularidad de ser un disco interactivo.

## Ficha técnica
Técnico de grabación: Juan Pablo Magarian y Leonardo Federici
Asistente de grabación: Hugo Fusalario
Mezcla: Juan Pablo Magarian y Hereford
Grabado en los estudios móviles de Arizona Road
Mezclado en Arizona Road estudio
Idea de arte: Gastón Carvalho
Diseño interactivo: Daniel Argente

## Canciones
1. Intro
2. El verdugo de tus sueños
3. Turbulencia
4. Globo a las estrellas
5. Hombre de atrás
6. Perder
7. Bienvenida al show
8. Debiste pensar
9. Perdición
10. Todo está bien
11. Rata (Hereford)
12. Live wire (cover de AC/DC)

- Datos: Q5812260